# Nazionale maschile universitaria di football americano della Germania
La Nazionale di football americano universitaria della Germania è la selezione maschile di football americano della AFVD, che rappresenta la Germania nelle varie competizioni ufficiali o amichevoli riservate a squadre nazionali universitarie.

## Risultati
Legenda: Grassetto: Risultato migliore, Corsivo: Mancate partecipazioni

## Dettaglio stagioni

### Tornei

#### Europei
| Stagione | regular season | regular season | regular season | regular season | regular season | regular season | playoff | playoff | playoff | playoff | playoff | playoff       | playoff       |
|          | Vin            | Par            | Per            | Tot            | PF             | PS             | Vin     | Per     | Tot     | PF      | PS      | risultato     | avversaria    |
| -------- | -------------- | -------------- | -------------- | -------------- | -------------- | -------------- | ------- | ------- | ------- | ------- | ------- | ------------- | ------------- |
| 1994     | -              | -              | -              | -              | -              | -              | 0       | 1       | 1       | 0       | 42      | Secondo posto | Gran Bretagna |
| Totale   | -              | -              | -              | -              | -              | -              | 0       | 1       | 1       | 0       | 42      |               |               |

Fonte: britballnow.co.uk

### Riepilogo partite disputate
| Anno | Luogo | Evento  | Fase del torneo | Incontro                 | Risultato |
| 1994 | ?     | Europeo | Finale          | Gran Bretagna - Germania | 42 - 0    |

## Confronti con le altre Nazionali
Questi sono i saldi della Germania nei confronti delle Nazionali e selezioni incontrate.

### Saldo positivo
| Nazionale     | Giocate | Vinte | Pareggiate | Perse | PF | PS | Ultima vittoria | Ultimo pari | Ultima sconfitta |
| ------------- | ------- | ----- | ---------- | ----- | -- | -- | --------------- | ----------- | ---------------- |
| Gran Bretagna | 1       | 0     | 0          | 1     | 0  | 42 | -               | -           | 1994             |